# Onésime et le Cœur du tzigane

Onésime et le Cœur du tzigane est un film muet français réalisé par Jean Durand et sorti en 1913.

## Synopsis
Onésime et sa fiancée ont décidé de passer leur soirée dans une boîte de nuit. Un tzigane est là pour animer le dîner. Mais, à chaque fois que celui-ci joue sur son violon, il entraîne derrière lui le couple. Les deux danseurs tentent d'échapper au musicien, mais ce dernier les suit dans la rue, puis sous les fenêtres de leur chambre où les meubles eux-mêmes se mettent à danser. Tentant d'échapper à leur « persécuteur », ils s'enfuient vers la plage et continuent à valser dans l'eau qui les recouvre, tandis que le musicien disparait.

## Fiche technique
- Réalisation : Jean Durand
- Scénario : Henry de Brisay
- Photographie : Paul Castanet
- Production : Gaumont
- Format : Noir et blanc — 35 mm — 1,33:1 — Muet
- Genre : Comédie
- Édition : CCL
- Durée : 131 m, pour une version en DVD de 7 minutes 10
- Dates de sortie : 
  - France : 24 octobre 1913

## Distribution
- Ernest Bourbon : Onésime
- Berthe Dagmar : La femme d'Onésime
- Édouard Grisollet : Le musicien tzigane
- Alphonse Foucher
- Hector Gendre
- Lonys
- Gaston Modot: Un garçon cuisinier et un dîneur au banquet
- Jacques Beauvais : Un garçon cuisinier
- Léon Pollos